# Lista över svenska rekord i simning
Detta är en lista över svenska rekord i simning. Rekorden kontrolleras av Svenska simförbundet.

## Långbana (50 m)

### Herrar
| Gren            | Rekord   | Rekordinnehavare                                                                                        | Förening                 | Datum             | Plats                          |
| --------------- | -------- | --- | ------------------------ | ----------------- | ------------------------------ |
| 50 m frisim     | 21,45    | Stefan Nystrand                                                                                         | SK Neptun                | 31 juli 2009      | Rom, Italien                   |
| 100 m frisim    | 47,37    | Stefan Nystrand                                                                                         | SK Neptun                | 30 juli 2009      | Rom, Italien                   |
| 200 m frisim    | 1.45,91  | Robin Hanson                                                                                            | Spårvägen SF             | 29 juni 2025      | Norrköping, Sverige            |
| 400 m frisim    | 3.44,68  | Victor Johansson                                                                                        | Jönköpings SS            | 27 juli 2025      | Singapore                      |
| 800 m frisim    | 7.44,81  | Victor Johansson                                                                                        | Jönköpings SS            | 29 juli 2025      | Singapore                      |
| 1500 m frisim   | 14.58,59 | Victor Johansson                                                                                        | Jönköpings SS            | 2 juli 2022       | Linköping, Sverige             |
| 50 m ryggsim    | 24,79    | Björn Seeliger                                                                                          | Stockholms KK            | 14 augusti 2022   | Rom, Italien                   |
| 100 m ryggsim   | 54,70    | Gustav Hökfelt                                                                                          | SK Neptun                | 25 juni 2021      | Rom, Italien                   |
| 200 m ryggsim   | 1.59,29  | Mattias Carlsson                                                                                        | Uddevalla Sim            | 10 april 2014     | Eindhoven, Nederländerna       |
| 50 m bröstsim   | 27,02    | Johannes Skagius                                                                                        | Sundsvalls SS            | 25 juli 2017      | Budapest, Ungern               |
| 100 m bröstsim  | 1.00,08  | Erik Persson                                                                                            | Kungsbacka SS            | 23 juli 2017      | Budapest, Ungern               |
| 200 m bröstsim  | 2.07,66  | Erik Persson                                                                                            | Kungsbacka SS            | 20 maj 2021       | Budapest, Ungern               |
| 50 m fjärilsim  | 23,49    | Oskar Hoff                                                                                              | Landskrona Simsällskap   | 14 maj 2023       | Canet-en-Roussillon, Frankrike |
| 100 m fjärilsim | 52,00    | Lars Frölander                                                                                          | Sundsvalls SS            | 22 september 2000 | Sydney, Australien             |
| 200 m fjärilsim | 1.56,46  | Simon Sjödin                                                                                            | SK Neptun                | 8 augusti 2016    | Rio de Janeiro, Brasilien      |
| 200 m medley    | 1.58,02  | Simon Sjödin                                                                                            | SK Neptun                | 31 juli 2013      | Barcelona, Spanien             |
| 400 m medley    | 4.17,32  | Adam Paulsson                                                                                           | SK Elfsborg              | 10 juli 2019      | Neapel, Italien                |
| 4×50 m frisim   | 1.31,84  | Magnus Rönnevall (23,51) Lars-Ove Jansson (22,12) Pär Lindström (22,33) Kenneth Nyman (23,88)           | Upsala Simsällskap       | 2 juli 1994       | Norrköping, Sverige            |
| 4×100 m frisim  | 3.19,50  | Robin Hanson (48,90) Rasmus Hanson (50,18) Vidar Carlbaum (49,74) Samuel Törnqvist (50,68)              | Spårvägen Simförening    | 27 juni 2025      | Norrköping, Sverige            |
| 4×200 m frisim  | 7.25,24  | Kristian Kron (1.53,51) Jonas Holmström (1.50,99) Christoffer Carlsen (1.50,89) Isak Eliasson (1.49,85) | Helsingborgs Simsällskap | 7 juli 2016       | Norrköping, Sverige            |
| 4×50 m medley   | 1.41,27  | Simon Sjödin (25,99) Niklas Tour (28,17) Pontus Flodqvist (24,78) Petter Stymne (22,33)                 | SK Neptun                | 21 maj 2011       | Stockholm, Sverige             |
| 4×100 m medley  | 3.41,17  | Gustav Hökfelt (56,66) Johannes Skagius (1.00,89) Simon Sjödin (53,31) Olle Sköld (50,31)               | SK Neptun                | 30 juni 2019      | Malmö, Sverige                 |

#### Nationsrekord
| Gren           | Rekord  | Rekordinnehavare                                                                                           | Datum           | Plats                   |
| -------------- | ------- | --- | --------------- | ----------------------- |
| 4×50 m frisim  | 1.30,97 | Oscar Ekström (23,19) Alexander Nyström (22,19) Christoffer Carlsen (22,63) Gustav Åberg Lejdström (22,96) | 24 juli 2014    | Oeiras, Portugal        |
| 4×100 m frisim | 3.11,92 | Petter Stymne (49,17) Lars Frölander (48,02) Stefan Nystrand (47,25) Jonas Persson (47,48)                 | 11 augusti 2008 | Peking, Kina            |
| 4×200 m frisim | 7.14,03 | Victor Johansson (1.48,68) Robin Hanson (1.48,56) Gustaf Dahlman (1.47,84) Adam Paulsson (1.48,95)         | 5 augusti 2018  | Glasgow, Storbritannien |
| 4×50 m medley  | 1.41,01 | Christoffer Carlsen (26,47) Johannes Skagius (27,71) Alexander Nyström (24,27) Oscar Ekström (22,56)       | 26 juli 2014    | Oeiras, Portugal        |
| 4×100 m medley | 3.35,83 | Simon Sjödin (55,27) Jonas Andersson (1.01,22) Lars Frölander (51,13) Jonas Persson (48,21)                | 15 augusti 2008 | Peking, Kina            |

### Damer
| Gren            | Rekord   | Rekordinnehavare                                                                                        | Förening                 | Datum           | Plats                     |
| --------------- | -------- | --- | ------------------------ | --------------- | ------------------------- |
| 50 m frisim     | 23,61    | Sarah Sjöström                                                                                          | Södertörns SS            | 29 juli 2023    | Fukuoka, Japan            |
| 100 m frisim    | 51,71    | Sarah Sjöström                                                                                          | Södertörns SS            | 23 juli 2017    | Budapest, Ungern          |
| 200 m frisim    | 1.54,08  | Sarah Sjöström                                                                                          | Södertörns SS            | 9 augusti 2016  | Rio de Janeiro, Brasilien |
| 400 m frisim    | 4.06,04  | Sarah Sjöström                                                                                          | Södertörns SS            | 16 mars 2014    | Amiens, Frankrike         |
| 800 m frisim    | 8.39,06  | Gabriella Fagundez                                                                                      | SK Ran                   | 14 augusti 2008 | Peking, Kina              |
| 1500 m frisim   | 16.39,71 | Thilda Häll                                                                                             | SK Elfsborg              | 28 juni 2025    | Norrköping, Sverige       |
| 50 m ryggsim    | 27,80    | Sarah Sjöström                                                                                          | Södertörns SS            | 30 juni 2017    | Borås, Sverige            |
| 100 m ryggsim   | 59,62    | Michelle Coleman                                                                                        | Spårvägen SF             | 26 juni 2021    | Rom, Italien              |
| 200 m ryggsim   | 2.10,56  | Michelle Coleman                                                                                        | Spårvägen SF             | 10 april 2014   | Eindhoven, Nederländerna  |
| 50 m bröstsim   | 30,05    | Jennie Johansson                                                                                        | SK Neptun                | 9 augusti 2015  | Kazan, Ryssland           |
| 100 m bröstsim  | 1.05,66  | Sophie Hansson                                                                                          | Helsingborgs Simsällskap | 25 juli 2021    | Tokyo, Japan              |
| 200 m bröstsim  | 2.22,24  | Joline Höstman                                                                                          | Göteborg Sim             | 30 juli 2009    | Rom, Italien              |
| 50 m fjärilsim  | 24,43    | Sarah Sjöström                                                                                          | Södertörns SS            | 5 juli 2014     | Borås, Sverige            |
| 100 m fjärilsim | 55,48    | Sarah Sjöström                                                                                          | Södertörns SS            | 7 augusti 2016  | Rio de Janeiro, Brasilien |
| 200 m fjärilsim | 2.07,83  | Martina Granström                                                                                       | Jönköpings SS            | 31 juli 2012    | London, Storbritannien    |
| 200 m medley    | 2.12,29  | Stina Gardell                                                                                           | Spårvägen SF             | 23 maj 2012     | Debrecen, Ungern          |
| 400 m medley    | 4.38,46  | Stina Gardell                                                                                           | Spårvägen SF             | 21 maj 2012     | Debrecen, Ungern          |
| 4×50 m frisim   | 1.45,38  | Johanna Sjöberg (26,54) Helena Åberg (?) Therese Alshammar (?) Annika Nilsson (?)                       | Helsingborgs Simsällskap | 23 juli 1995    | Landskrona, Sverige       |
| 4×100 m frisim  | 3.44,34  | Ida Sandin (57,56) Josefin Lillhage (54,99) Petra Granlund (55,09) Malin Svahnström (56,70)             | Väsby SS                 | 18 juli 2008    | Norrköping, Sverige       |
| 4×200 m frisim  | 8.06,00  | Michelle Coleman (1.56,46) Emma Wahlström (2.02,85) Stina Gardell (2.02,15) Emma Sundstedt (2.04,54)    | Spårvägen SF             | 8 juli 2016     | Norrköping, Sverige       |
| 4×50 m medley   | 1.58,49  | Therese Alshammar (31,07) Emma Igelström (?) Johanna Sjöberg (?) Helena Åberg (?)                       | Helsingborgs Simsällskap | 27 juni 1996    | Uppsala, Sverige          |
| 4×100 m medley  | 4.06,42  | Lovisa Ericsson (1.03,93) Rebecca Ejdervik (1.09,00) Therese Alshammar (57,04) Michelle Coleman (56,45) | Täby Sim                 | 5 juli 2009     | Linköping, Sverige        |

#### Nationsrekord
| Gren           | Rekord  | Rekordinnehavare                                                                                       | Datum          | Plats            |
| -------------- | ------- | --- | -------------- | ---------------- |
| 4×50 m frisim  | 1.41,81 | Michelle Coleman (25,36) Magdalena Kuras (25,16) Ida Lindborg (25,42) Jessica Eriksson (25,87)         | 24 juli 2014   | Oeiras, Portugal |
| 4×100 m frisim | 3.33,94 | Sarah Sjöström (51,71) Michelle Coleman (52,68) Ida Lindborg (55,59) Louise Hansson (53,96)            | 23 juli 2017   | Budapest, Ungern |
| 4×200 m frisim | 7.50,24 | Sarah Sjöström (1.54,31) Louise Hansson (1.57,72) Michelle Coleman (1.57,36) Ida Marko-Varga (2.00,85) | 6 augusti 2015 | Kazan, Ryssland  |
| 4×50 m medley  | 1.48,91 | Ida Lindborg (28,95) Jennie Johansson (30,37) Sarah Sjöström (24,83) Michelle Coleman (24,76)          | 26 juli 2014   | Oeiras, Portugal |
| 4×100 m medley | 3.54,27 | Michelle Coleman (59,75) Sophie Hansson (1.05,67) Louise Hansson (56,12) Sarah Sjöström (52,73)        | 1 augusti 2021 | Tokyo, Japan     |

### Mixed
| Gren           | Rekord  | Rekordinnehavare                                                                                 | Förening                 | Datum        | Plats              |
| -------------- | ------- | ------------------------------------------------------------------------------------------------ | ------------------------ | ------------ | ------------------ |
| 4×50 m frisim  | 1.38,47 | Robin Hanson (22,87) Michelle Coleman (25,92) Emma Sundstedt (27,10) Isak Eliasson (22,58)       | Spårvägen Simförening    | 18 juni 2020 | Stockholm, Sverige |
| 4×100 m frisim | 3.34,02 | Marcus Holmquist (50,73) Albin Lövgren (51,00) Klara Thormalm (56,03) Hanna Eriksson (56,26)     | Jönköpings SS            | 30 juni 2022 | Linköping, Sverige |
| 4×50 m medley  | 1.57,97 | Gustav Henriksen (27,05) David Neuhardt (31,94) Alma Thunberg (29,74) Alina Färm (29,24)         | Spårvägen Simförening    | 18 juni 2020 | Stockholm, Sverige |
| 4×100 m medley | 3.54,52 | Hanna Rosvall (1.00,94) August Mathisen (1.02,60) Ida Liljeqvist (1.00,45) Daniel Kertes (50,53) | Helsingborgs Simsällskap | 6 juli 2024  | Linköping, Sverige |

#### Nationsrekord
| Gren           | Rekord  | Rekordinnehavare                                                                                 | Datum           | Plats            |
| -------------- | ------- | ------------------------------------------------------------------------------------------------ | --------------- | ---------------- |
| 4×100 m frisim | 3.23,40 | Björn Seeliger (48,09) Robin Hanson (48,91) Sarah Sjöström (52,68) Louise Hansson (53,72)        | 15 augusti 2022 | Rom, Italien     |
| 4×200 m frisim | 7.47,65 | Victor Johansson (1.49,32) Robin Hanson (1.50,14) Sofia Åstedt (2.03,53) Hanna Bergman (2.04,66) | 16 augusti 2022 | Rom, Italien     |
| 4×100 m medley | 3.47,98 | Gustav Hökfelt (55,15) Johannes Skagius (1.00,13) Sara Junevik (58,96) Michelle Coleman (53,74)  | 8 maj 2021      | Budapest, Ungern |

## Kortbana (25 m)

### Herrar
| Gren            | Rekord   | Rekordinnehavare                                                                                       | Förening                 | Datum            | Plats                |
| --------------- | -------- | --- | ------------------------ | ---------------- | -------------------- |
| 50 m frisim     | 20,70    | Stefan Nystrand                                                                                        | SK Neptun                | 15 november 2009 | Berlin, Tyskland     |
| 100 m frisim    | 45,54    | Stefan Nystrand                                                                                        | SK Neptun                | 10 november 2009 | Stockholm, Sverige   |
| 200 m frisim    | 1.43,32  | Christoffer Carlsen                                                                                    | Helsingborgs Simsällskap | 3 november 2017  | Jönköping, Sverige   |
| 400 m frisim    | 3.39,35  | Victor Johansson                                                                                       | Jönköpings SS            | 13 december 2017 | Köpenhamn, Danmark   |
| 800 m frisim    | 7.33,01  | Victor Johansson                                                                                       | Jönköpings SS            | 5 november 2023  | Helsingfors, Finland |
| 1500 m frisim   | 14.34,27 | Victor Johansson                                                                                       | Jönköpings SS            | 10 december 2024 | Budapest, Ungern     |
| 50 m ryggsim    | 23,17    | Björn Seeliger                                                                                         | SK Neptun                | 26 november 2023 | Göteborg, Sverige    |
| 100 m ryggsim   | 51,21    | Björn Seeliger                                                                                         | SK Neptun                | 25 november 2023 | Göteborg, Sverige    |
| 200 m ryggsim   | 1.52,46  | Samuel Törnqvist                                                                                       | Spårvägen Simförening    | 23 november 2024 | Helsingborg, Sverige |
| 50 m bröstsim   | 26,17    | Johannes Skagius                                                                                       | SK Neptun                | 15 december 2018 | Hangzhou, Kina       |
| 100 m bröstsim  | 57,51    | Erik Persson                                                                                           | Kungsbacka SS            | 3 november 2021  | Kazan, Ryssland      |
| 200 m bröstsim  | 2.02,18  | Erik Persson                                                                                           | Kungsbacka SS            | 6 november 2021  | Kazan, Ryssland      |
| 50 m fjärilsim  | 22,58    | Oskar Hoff                                                                                             | Landskrona Simsällskap   | 8 december 2023  | Otopeni, Rumänien    |
| 100 m fjärilsim | 50,44    | Lars Frölander                                                                                         | Sundsvalls SS            | 17 mars 2000     | Aten, Grekland       |
| 200 m fjärilsim | 1.52,89  | Simon Sjödin                                                                                           | SK Neptun                | 6 december 2015  | Netanya, Israel      |
| 100 m medley    | 52,51    | Simon Sjödin                                                                                           | SK Neptun                | 15 december 2012 | Istanbul, Turkiet    |
| 200 m medley    | 1.54,17  | Simon Sjödin                                                                                           | SK Neptun                | 5 november 2016  | Stockholm, Sverige   |
| 400 m medley    | 4.05,06  | Simon Sjödin                                                                                           | SK Neptun                | 3 december 2015  | Netanya, Israel      |
| 4×50 m frisim   | 1.25,53  | Petter Stymne (21,34) Stefan Nystrand (20,56) Simon Sjödin (21,69) Pontus Flodqvist (21,94)            | SK Neptun                | 29 november 2009 | Göteborg, Sverige    |
| 4×100 m frisim  | 3.09,53  | Petter Stymne (48,41) Stefan Nystrand (45,29) Christoffer Vikström (48,61) Simon Sjödin (47,22)        | SK Neptun                | 26 november 2009 | Göteborg, Sverige    |
| 4×200 m frisim  | 7.07,07  | Christoffer Carlsen (1.44,40) Jesper Björk (1.47,54) Kristian Kron (1.47,78) Jonas Holmström (1.47,35) | Helsingborgs Simsällskap | 4 november 2016  | Stockholm, Sverige   |
| 4×50 m medley   | 1.34,98  | Simon Sjödin (24,33) Johannes Skagius (26,06) Sebastian Holmberg (22,72) Linus Magnusson (21,87)       | SK Neptun                | 16 november 2018 | Stockholm, Sverige   |
| 4×100 m medley  | 3.29,51  | Simon Sjödin (51,41) Niclas Tour (59,61) Petter Stymne (53,13) Stefan Nystrand (45,36)                 | SK Neptun                | 28 november 2009 | Göteborg, Sverige    |

#### Nationsrekord
| Gren           | Rekord  | Rekordinnehavare                                                                                      | Datum            | Plats             |
| -------------- | ------- | --- | ---------------- | ----------------- |
| 4×50 m frisim  | 1.24,19 | Petter Stymne (21,41) Marcus Piehl (20,97) Per Nylin (21,15) Stefan Nystrand (20,66)                  | 16 december 2007 | Debrecen, Ungern  |
| 4×100 m frisim | 3.09,57 | Johan Nyström (49,04) Lars Frölander (45,69) Mattias Ohlin (47,87) Stefan Nystrand (46,97)            | 16 mars 2000     | Aten, Grekland    |
| 4×200 m frisim | 6.59,35 | Gustaf Dahlman (1.46,79) Christoffer Carlsen (1.42,53) Simon Sjödin (1.44,18) Adam Paulsson (1.45,85) | 14 december 2018 | Hangzhou, Kina    |
| 4×50 m medley  | 1.34,22 | Pontus Renholm (23,80) Jakob Dorch (26,27) Henrik Lindau (22,93) Jonas Person (21,22)                 | 10 december 2009 | Istanbul, Turkiet |
| 4×100 m medley | 3.28,03 | Simon Sjödin (51,63) Erik Persson (58,01) Jesper Björk (51,64) Christoffer Carlsen (46,75)            | 11 december 2016 | Windsor, Kanada   |

### Damer
| Gren            | Rekord   | Rekordinnehavare                                                                                      | Förening                 | Datum            | Plats                            |
| --------------- | -------- | --- | ------------------------ | ---------------- | -------------------------------- |
| 50 m frisim     | 23,00    | Sarah Sjöström                                                                                        | Södertörns SS            | 7 augusti 2017   | Berlin, Tyskland                 |
| 100 m frisim    | 50,58    | Sarah Sjöström                                                                                        | Södertörns SS            | 11 augusti 2017  | Eindhoven, Nederländerna         |
| 200 m frisim    | 1.50,43  | Sarah Sjöström                                                                                        | Södertörns SS            | 12 augusti 2017  | Eindhoven, Nederländerna         |
| 400 m frisim    | 4.02,33  | Sarah Sjöström                                                                                        | Södertörns SS            | 20 november 2014 | Stockholm, Sverige               |
| 800 m frisim    | 8.19,28  | Gabriella Fagundez                                                                                    | SK Ran                   | 8 december 2007  | Nimes, Frankrike                 |
| 1500 m frisim   | 16.14,77 | Åsa Sandlund                                                                                          | LASS                     | 18 mars 2000     | Indianapolis, USA                |
| 50 m ryggsim    | 25,83    | Louise Hansson                                                                                        | Helsingborgs Simsällskap | 19 december 2021 | Abu Dhabi, Förenade Arabemiraten |
| 100 m ryggsim   | 55,20    | Louise Hansson                                                                                        | Helsingborgs Simsällskap | 17 december 2021 | Abu Dhabi, Förenade Arabemiraten |
| 200 m ryggsim   | 2.03,26  | Michelle Coleman                                                                                      | Spårvägen SF             | 22 november 2014 | Stockholm, Sverige               |
| 50 m bröstsim   | 29,53    | Sophie Hansson                                                                                        | Helsingborgs Simsällskap | 18 november 2023 | Sheffield, Storbritannien        |
| 100 m bröstsim  | 1.03,50  | Sophie Hansson                                                                                        | Helsingborgs Simsällskap | 20 december 2021 | Stockholm, Sverige               |
| 200 m bröstsim  | 2.18,13  | Sophie Hansson                                                                                        | Helsingborgs Simsällskap | 21 december 2021 | Abu Dhabi, Förenade Arabemiraten |
| 50 m fjärilsim  | 24,38    | Therese Alshammar                                                                                     | Täby Sim                 | 22 november 2009 | Singapore                        |
| 100 m fjärilsim | 54,61    | Sarah Sjöström                                                                                        | Södertörns SS            | 7 december 2014  | Doha, Qatar                      |
| 200 m fjärilsim | 2.03,82  | Petra Granlund                                                                                        | Väsby SS                 | 11 december 2009 | Istanbul, Turkiet                |
| 100 m medley    | 57,10    | Sarah Sjöström                                                                                        | Södertörns SS            | 2 augusti 2017   | Moskva, Ryssland                 |
| 200 m medley    | 2.06,29  | Louise Hansson                                                                                        | Helsingborgs Simsällskap | 4 november 2015  | Helsingborg, Sverige             |
| 400 m medley    | 4.31,70  | Stina Gardell                                                                                         | Spårvägen SF             | 13 december 2009 | Istanbul, Turkiet                |
| 4×50 m frisim   | 1.38,93  | Josefin Lillhage (24,68) Petra Granlund (24,59) Ida Sandin (24,86) Malin Svahnström (24,80)           | Väsby SS                 | 26 november 2009 | Göteborg, Sverige                |
| 4×100 m frisim  | 3.36,20  | Malin Svahnström (55,15) Petra Granlund (52,88) Josefin Lillhage (52,20) Ida Sandin (55,97)           | Väsby SS                 | 27 november 2009 | Göteborg, Sverige                |
| 4×200 m frisim  | 7.51,65  | Gabriella Fagundez (1.57,39) Josefin Lillhage (1.59,54) Petra Granlund (1.55,12) Ida Sandin (1.59,60) | Väsby SS                 | 4 december 2010  | Stockholm, Sverige               |
| 4×50 m medley   | 1.45,72  | Hanna Rosvall Sophie Hansson Ida Liljeqvist Louise Hansson                                            | Helsingborgs Simsällskap | 22 november 2024 | Helsingborg, Sverige             |
| 4×100 m medley  | 3.55,52  | Hanna Rosvall Sophie Hansson Ida Liljeqvist Alicia Lundblad                                           | Helsingborgs Simsällskap | 28 november 2021 | Stockholm, Sverige               |

#### Nationsrekord
| Gren           | Rekord  | Rekordinnehavare                                                                                         | Datum            | Plats                            |
| -------------- | ------- | --- | ---------------- | -------------------------------- |
| 4×50 m frisim  | 1.34,54 | Sarah Sjöström (23,33) Michelle Coleman (23,38) Sara Junevik (24,02) Louise Hansson (23,81)              | 21 december 2021 | Abu Dhabi, Förenade Arabemiraten |
| 4×100 m frisim | 3.28,80 | Sarah Sjöström (51,45) Michelle Coleman (52,06) Sophie Hansson (53,41) Louise Hansson (51,88)            | 16 december 2021 | Abu Dhabi, Förenade Arabemiraten |
| 4×200 m frisim | 7.41,91 | Gabriella Fagundez (1.56,42) Sarah Sjöström (1.54,88) Ida Marko-Varga (1.55,31) Petra Granlund (1.55,30) | 15 december 2010 | Dubai, Förenade Arabemiraten     |
| 4×50 m medley  | 1.42,38 | Louise Hansson (25,91) Sophie Hansson (29,07) Sarah Sjöström (23,96) Michelle Coleman (23,44)            | 17 december 2021 | Abu Dhabi, Förenade Arabemiraten |
| 4×100 m medley | 3.46,20 | Louise Hansson (56,25) Sophie Hansson (1.03,70) Sarah Sjöström (54,65) Michelle Coleman (51,60)          | 21 december 2021 | Abu Dhabi, Förenade Arabemiraten |

### Mixed

#### Nationsrekord
| Gren          | Rekord  | Rekordinnehavare                                                                                | Datum            | Plats              |
| ------------- | ------- | ----------------------------------------------------------------------------------------------- | ---------------- | ------------------ |
| 4×50 m frisim | 1.31,60 | Christoffer Carlsen (22,15) Simon Sjödin (21,78) Sarah Sjöström (23,29) Magdalena Kuras (24,38) | 5 december 2015  | Netanya, Israel    |
| 4×50 m medley | 1.40,40 | Björn Seeliger (24,33) Sophie Hansson (29,55) Sara Junevik (25,26) Christopher Carlsen (21,26)  | 13 december 2017 | Köpenhamn, Danmark |